# Royal Aviation Museum of Western Canada
Das Royal Aviation Museum of Western Canada (früher Western Canada Aviation Museum) ist ein Luftfahrtmuseum am Winnipeg James Armstrong Richardson International Airport in Winnipeg in der Provinz Manitoba, Kanada. Es ist das zweitgrößte Luftfahrtmuseum des Landes. Die Exponate sind in einem ehemaligen Hangar der Trans-Canada Air Lines (heute Air Canada) aus den 1930er-Jahren untergebracht.

## Geschichte
Das Western Canada Aviation Museum wurde 1974 gegründet mit dem Ziel der Bewahrung und der Präsentation der kanadischen Flugzeugentwicklung, speziell in Winnipeg, einem Zentrum der Luftfahrt im Land. Die Bandbreite reicht von Buschflugzeugen über Militärmaschinen sowie privaten als auch kommerziellen Flugzeugen.
Am 19. Dezember 2014 erfolgte die Umbenennung des Museums in The Royal Aviation Museum of Western Canada.

## Exponate
(Auswahl)
- Froebe Ornithopter, der erste in Kanada gebaute Helikopter
- Avro Canada CF-100 Canuck
- Avrocar – Nachbildung
- Beechcraft Expeditor
- Bellanca Aircruiser
- Bristol 170 Freighter
- Canadair CL-84
- Canadair Sabre
- Canadian Vickers Vedette – Rekonstruktion aus drei Wracks
- de Havilland Canada DHC-2 Beaver
- de Havilland Tiger Moth
- Fairchild 71
- Fairchild Husky
- Fairchild Super 71
- Fokker Universal – Wrack
- Fokker Super Universal
- Junkers Ju 52/1m
- Lockheed Model 10 Electra
- McDonnell CF-101 Voodoo
- North American NA-64 Yale
- Stinson Reliant
- Vickers Viscount
- Waco YKC-S

Außerdem gibt es unter anderem eine Ausstellung über kanadische Frauen in der Luftfahrt, Flugsimulatoren, eine Black Brant-Höhenforschungsrakete (gebaut in Manitoba durch Bristol Aerospace), eine Sammlung von Luftpostbriefumschlägen, davon einer signiert von Charles Lindbergh, ein anderer signiert von Orville Wright.

## Archiv und Bibliothek
Die im Museum untergebrachte Luftfahrtbibliothek gehört zu den umfangreichsten dieser Art in Kanada und beinhaltet auch etwa 40.000 Fotografien, Filme und Tondokumente ein. In der Sammlung befinden sich auch etliche Unikate.

## Kooperationen/Mitgliedschaften
Das Museum ist eingebunden in die Canadian Museums Association, das Canadian Heritage Information Network und dem Virtual Museum of Canada.